# Pierre-Yves Michel
Pierre-Yves Michel, né le 17 février 1960 à Roanne (Loire), est un évêque catholique français, évêque de Nancy-Toul et primat de Lorraine depuis le  6 avril 2023.

## Biographie

### Formation[1]
Il est le fils de Paul Michel (1926-2002), notaire à Roanne et de Colette Bouysset (1931-2017), secrétaire médicale retraitée.
Il commence sa scolarité à l’institution Saint-Paul de Roanne, où il obtient son baccalauréat en 1978. Il suit une formation en droit notarial à l'université Lyon-III en 1983, puis effectue son service militaire à la gendarmerie de Fontainebleau de 1983 à 1984. Il hésite à reprendre la charge de notaire de son père avant d'opter pour le séminaire qu'il suit à Paray-le-Monial de 1984 à 1987, puis à Lyon de 1987 à 1991. Il obtient également une maîtrise en théologie à l’université catholique de Lyon.

### Principaux ministères
Il est ordonné diacre le 1er juillet 1990. Pierre-Yves Michel est ordonné prêtre le 30 juin 1991 en la primatiale Saint-Jean de Lyon par Albert Decourtray.
- 1991-1993 : vicaire de la paroisse Saint-Joseph des Brotteaux (Lyon 6e).
- 1993-1995 : formation à l’ISPC (Institut Supérieur de Pastorale Catéchétique) à Paris, aumônier du lycée Lavoisier, services à la paroisse Saint-Jacques-du-Haut-Pas.
- 1995-2001 : vicaire dans les trois paroisses de Sainte-Foy-lès-Lyon : Saint-Luc, Sainte-Thérèse et Sainte-Foy.
- 1996-2003 : délégué épiscopal pour la catéchèse, président de la Diffusion Catéchistique-Lyon, et à partir de 1999 : vicaire épiscopal pour la catéchèse et le catéchuménat, et secrétaire du conseil épiscopal.
- 2001-2003 : services à la paroisse de la Sainte-Trinité (Lyon 8e).
- 2003-2007 : curé de la paroisse de Saint-Priest.

Il fut accompagnateur du MCC (Mouvement des cadres chrétiens) puis des END (Équipes Notre-Dame).
Le 15 novembre 2007, il est nommé vicaire général de l'archidiocèse de Lyon.
Le 4 avril 2014, il est nommé évêque de Valence, Die et Saint-Paul-Trois-Châteaux par le pape François. Sa consécration épiscopale a lieu le 29 mai de la même année par  Philippe Barbarin,.
À la suite de la démarche de Pierre Vignon, un prêtre de son diocèse, de demander la démission du cardinal Philippe Barbarin, dans le cadre de l'affaire Bernard Preynat qui devient l'affaire Philippe Barbarin, le 23 août 2018 au travers d'une pétition publiée sur le site change.org, condamnant son silence dans plusieurs affaires sexuelles, Pierre-Yves Michel parle du « manque de cohérence » de son prêtre.
Le 6 avril 2023, il est nommé évêque de Nancy-Toul. Son installation a lieu le 18 mai 2023 en la cathédrale Notre-Dame-de-l’Annonciation de Nancy, par Jean-Luc Bouilleret, archevêque métropolitain de Besançon, en présence de Celestino Migliore, nonce apostolique en France.

## Armoiries
De gueules au pairle d'argent, accompagné en chef d'une balance d'or, à dextre, d'un livre ouvert d'or chargé des lettres alpha et oméga, et à senestre, d'une croix de Lorraine d'or.
Pierre-Yves Michel, en arrivant à Nancy en avril 2023, a souhaité marquer son attachement à son nouveau diocèse en modifiant ses armoiries. À sa demande, la croix de Lorraine a remplacé la « croix de Die » (un motif tiré du pavement de l'ancien évêché diois)[réf. souhaitée] .

Armoiries de Pierre-Yves Michel en tant qu'évêque de Valence.
Armoiries de Pierre-Yves Michel en tant qu'évêque de Nancy-Toul, primat de Lorraine.